# 三氯化镅
三氯化镅或氯化镅(III)是一种无机化合物，有强放射性。化学式为AmCl3。由于其α放射，它在暗处发出蓝绿色的光。

## 制备
三氯化镅可以由二氧化镅在四氯化碳蒸汽饱和的氩气（1：1）混合气流中加热至350~500℃反应得到。
如果将三氯化镅的6mol/L盐酸溶液蒸发结晶，可以得到其六水合物。